# Lista över avsnitt av Family Guy
Följande är en lista över den animerade tv-serien på FOX, Family Guy. Serien hade premiär 31 januari 1999 och avslutades sedan 14 februari 2002. Serien visade sig dock ha varit så populär att den efter påtryckning från tittare återupplivades. Den nya programserien startade 1 maj 2005 och har sedan dess fortsatt med nya avsnitt, alltifrån 12 till 27 per säsong.
En DVD-film, Stewie Griffin: The Untold Story, släpptes 27 september 2005 (Region 1), 24 oktober 2005 (Region 2). DVD:n visades även på TV - uppdelat på 3 avsnitt.

## Avsnittslistan

### Säsong 1: 1999
| Avsnitt totalt | Avsnitt säsong | Titel                      | Regisserad av           | Skriven av                     | Sändningsdatum  | Prod. Kod |
| -------------- | -------------- | -------------------------- | ----------------------- | ------------------------------ | --------------- | --------- |
| 1              | 1              | "Death Has a Shadow"       | Peter Shin              | Seth MacFarlane                | 31 januari 1999 | 1ACX01    |
| 2              | 2              | "I Never Met the Dead Man" | Michael Dante DiMartino | Chris Sheridan                 | 11 april 1999   | 1ACX02    |
| 3              | 3              | "Chitty Chitty Death Bang" | Dominic Polcino         | Danny Smith                    | 18 april 1999   | 1ACX04    |
| 4              | 4              | "Mind over Murder"         | Roy Allen Smith         | Neil Goldman & Garrett Donovan | 25 april 1999   | 1ACX03    |
| 5              | 5              | "A Hero Sits Next Door"    | Monte Young             | Matt Weitzman & Mike Barker    | 2 maj 1999      | 1ACX05    |
| 6              | 6              | "The Son Also Draws"       | Neil Affleck            | Ricky Blitt                    | 9 maj 1999      | 1ACX06    |
| 7              | 7              | "Brian: Portrait of a Dog" | Michael Dante DiMartino | Gary Janetti                   | 16 maj 1999     | 1ACX07    |

### Säsong 2: 1999-2000
| Avsnitt totalt | Avsnitt säsong | Titel                            | Regisserad av           | Skriven av                                                               | Sändningsdatum    | Prod. Kod | Antal milj. tittare (USA) |
| -------------- | -------------- | -------------------------------- | ----------------------- | ------------------------------------------------------------------------ | ----------------- | --------- | ------------------------- |
| 8              | 1              | "Peter, Peter, Caviar Eater"     | Jeff Myers              | Chris Sheridan                                                           | 23 september 1999 | 1ACX08    |                           |
| 9              | 2              | "Holy Crap"                      | Neil Affleck            | Chris Sheridan                                                           | 30 september 1999 | 1ACX11    |                           |
| 10             | 3              | "Da Boom"                        | Bob Jacques             | Neil Goldman & Garrett Donovan                                           | 26 december 1999  | 2ACX06    |                           |
| 11             | 4              | "Brian in Love"                  | Jack Dyer               | Gary Janetti                                                             | 7 mars 2000       | 2ACX01    |                           |
| 12             | 5              | "Love Thy Trophy"                | Jack Dyer               | Mike Barker & Matt Weitzman                                              | 14 mars 2000      | 1ACX13    |                           |
| 13             | 6              | "Death Is a Bitch"               | Michael Dante DiMartino | Ricky Blitt                                                              | 21 mars 2000      | 1ACX14    |                           |
| 14             | 7              | "The King is Dead"               | Monte Young             | Craig Hoffman                                                            | 28 mars 2000      | 1ACX15    |                           |
| 15             | 8              | "I Am Peter, Hear Me Roar"       | Monte Young             | Chris Sheridan                                                           | 28 mars 2000      | 2ACX02    |                           |
| 16             | 9              | "If I'm Dyin' I'm Lyin'"         | Swinton O. Scott III    | Chris Sheridan                                                           | 4 april 2000      | 1ACX12    |                           |
| 17             | 10             | "Running Mates"                  | John Holmquist          | Neil Goldman & Garrett Donovan                                           | 11 april 2000     | 1ACX09    |                           |
| 18             | 11             | "A Picture Is Worth 1,000 Bucks" | Gavin Dell              | Craig Hoffman                                                            | 18 april 2000     | 2ACX07    |                           |
| 19             | 12             | "Fifteen Minutes of Shame"       | Scott Wood              | Steve Callaghan                                                          | 25 april 2000     | 2ACX08    |                           |
| 20             | 13             | "Road to Rhode Island"           | Dan Povenmire           | Gary Janetti                                                             | 30 maj 2000       | 2ACX12    |                           |
| 21             | 14             | "Let's Go to the Hop"            | Glen Hill               | Matt Weitzman & Mike Barker                                              | 6 juni 2000       | 2ACX04    |                           |
| 22             | 15             | "Dammit Janet!"                  | Bert Ring               | Matt Weitzman & Mike Barker                                              | 13 juni 2000      | 2ACX09    |                           |
| 23             | 16             | "There's Something About Paulie" | Monte Young             | Ricky Blitt                                                              | 27 juni 2000      | 1ACX10    |                           |
| 24             | 17             | "He's Too Sexy for His Fat"      | Glen Hill               | Chris Sheridan                                                           | 27 juni 2000      | 2ACX10    |                           |
| 25             | 18             | "E. Peterbus Unum"               | Rob Renzetti            | Neil Goldman & Garrett Donovan                                           | 12 juli 2000      | 2ACX13    |                           |
| 26             | 19             | "The Story on Page One"          | Gavin Dell              | Craig Hoffman                                                            | 18 juli 2000      | 2ACX14    |                           |
| 27             | 20             | "Wasted Talent"                  | Bert Ring               | Mike Barker & Matt Weitzman (teleplay) Dave Collard & Kevin Goin (story) | 25 juli 2000      | 2ACX15    |                           |
| 28             | 21             | "Fore, Father"                   | Scott Wood              | Bobby Bowman                                                             | 1 augusti 2000    | 2ACX16    |                           |

### Säsong 3: 2001-2002
| Avsnitt totalt | Avsnitt säsong | Titel                                          | Regisserad av                                 | Skriven av                                                                              | Sändningsdatum    | Prod. Kod | Antal milj. tittare (USA) |
| -------------- | -------------- | ---------------------------------------------- | --------------------------------------------- | --------------------------------------------------------------------------------------- | ----------------- | --------- | ------------------------- |
| 29             | 1              | "The Thin White Line (del 1)"                  | Glen Hill                                     | Steve Callaghan                                                                         | 11 juli 2001      | 2ACX17    |                           |
| 30             | 2              | "Brian Does Hollywood (del 2)"                 | Gavin Dell                                    | Gary Janetti                                                                            | 18 juli 2001      | 2ACX20    |                           |
| 31             | 3              | "Mr. Griffin Goes to Washington"               | Brian Hogan                                   | Ricky Blitt                                                                             | 25 juli 2001      | 2ACX11    |                           |
| 32             | 4              | "One If by Clam, Two If by Sea"                | Dan Povenmire                                 | Jim Bernstein & Michael Shipley                                                         | 1 augusti 2001    | 2ACX19    |                           |
| 33             | 5              | "...And the Wiener Is"                         | Bert Ring                                     | Mike Barker & Matt Weitzman                                                             | 8 augusti 2001    | 2ACX22    |                           |
| 34             | 6              | "Death Lives"                                  | Rob Renzetti                                  | Mike Henry                                                                              | 15 augusti 2001   | 2ACX21    |                           |
| 35             | 7              | "Lethal Weapons"                               | Brian Hogan                                   | Chris Sheridan                                                                          | 22 augusti 2001   | 2ACX18    |                           |
| 36             | 8              | "Kiss Seen Round the World"                    | Pete Michels                                  | Mark Hentemann                                                                          | 29 augusti 2001   | 3ACX02    |                           |
| 37             | 9              | "Mr. Saturday Knight"                          | Michael DiMartino                             | Steve Callaghan                                                                         | 5 september 2001  | 3ACX04    |                           |
| 38             | 10             | "Fish Out of Water"                            | Bert Ring                                     | Alex Borstein & Mike Henry                                                              | 19 september 2001 | 3ACX05    |                           |
| 39             | 11             | "Emission Impossible"                          | Peter Shin                                    | Dave Collard & Ken Goin                                                                 | 8 november 2001   | 3ACX01    |                           |
| 40             | 12             | "To Love and Die in Dixie"                     | Dan Povenmire                                 | Steve Callaghan                                                                         | 15 november 2001  | 3ACX09    |                           |
| 41             | 13             | "Screwed the Pooch"                            | Pete Michels                                  | Dave Collard & Ken Goin                                                                 | 29 november 2001  | 3ACX08    |                           |
| 42             | 14             | "Peter Griffin: Husband, Father...Brother?"    | Scott Wood                                    | Mike Barker & Matt Weitzman                                                             | 6 december 2001   | 3ACX06    |                           |
| 43             | 15             | "Ready, Willing, and Disabled"                 | Andi Klein                                    | Alex Barnow & Marc Firek                                                                | 20 december 2001  | 3ACX07    |                           |
| 44             | 16             | "A Very Special Family Guy Freakin' Christmas" | Brian Hogan                                   | Danny Smith                                                                             | 21 december 2001  | 2ACX03    |                           |
| 45             | 17             | "Brian Wallows and Peter's Swallows"           | Dan Povenmire                                 | Allison Adler                                                                           | 17 januari 2002   | 3ACX03    |                           |
| 46             | 18             | "From Method to Madness"                       | Bert Ring                                     | Mike Barker & Matt Weitzman                                                             | 24 januari 2002   | 3ACX11    |                           |
| 47             | 19             | "Stuck Together, Torn Apart"                   | Michael DiMartino                             | Mark Hentemann                                                                          | 31 januari 2002   | 3ACX10    |                           |
| 48             | 20             | "Road to Europe"                               | Dan Povenmire                                 | Daniel Palladino                                                                        | 7 februari 2002   | 3ACX13    |                           |
| 49             | 21             | "Family Guy Viewer Mail #1"                    | Pete Michels & Scott Wood & Michael DiMartino | Gene Laufenberg (del 1) Seth MacFarlane (del 2) Michael Shipley & Jim Bernstein (del 3) | 14 februari 2002  | 3ACX12    |                           |
| 50             | 22             | "When You Wish Upon a Weinstein"               | Dan Povenmire                                 | Ricky Blitt                                                                             | 9 november 2003   | 2ACX05    |                           |

### Säsong 4: 2005-2006
| Avsnitt totalt                   | Avsnitt säsong | Titel                                                                            | Regisserad av              | Skriven av                                  | Sändningsdatum    | Prod. Kod | Antal milj. tittare (USA) |
| -------------------------------- | -------------- | -------------------------------------------------------------------------------- | -------------------------- | ------------------------------------------- | ----------------- | --------- | ------------------------- |
| 51                               | 1              | "Nort By North Quahog"                                                           | Peter Shin                 | Seth MacFarlane                             | 1 maj 2005        | 4ACX01    | 11.85                     |
| 52                               | 2              | "Fast Times at Buddy Cianci Jr High"                                             | Pete Michels               | Ken Goin                                    | 8 maj 2005        | 4ACX02    | 9.71                      |
| 53                               | 3              | "Blind Ambition"                                                                 | Chuck Klein                | Steve Callaghan                             | 15 maj 2005       | 4ACX04    | 9.20                      |
| 54                               | 4              | "Don't Make Me Over"                                                             | Sarah Frost                | Gene Laufenberg                             | 5 juni 2005       | 4ACX03    | 7.23                      |
| 55                               | 5              | "The Cleveland-Loretta Quagmire"                                                 | James Purdum               | Patrick Henry & Mike Henry                  | 12 juni 2005      | 4ACX08    | 8.35                      |
| 56                               | 6              | "Petarded"                                                                       | Seth Kearsley              | Alec Sulkin & Wellesley Wild                | 19 juni 2005      | 4ACX09    | 7.23                      |
| 57                               | 7              | "Brian the Bachelor"                                                             | Dan Povenmire              | Mark Hentemann                              | 26 juni 2005      | 4ACX10    | 7.29                      |
| 58                               | 8              | "8 Simple Rules for Buying My Teenage Daughter"                                  | Greg Colton                | Patrick Meighan                             | 10 juli 2005      | 4ACX11    | 6.1                       |
| 59                               | 9              | "Breaking Out Is Hard to Do"                                                     | Kurt Dumas                 | Tom Devanney                                | 17 juli 2005      | 4ACX12    | 5.75                      |
| 60                               | 10             | "Model Misbehavior"                                                              | Sarah Frost                | Steve Callaghan                             | 24 juli 2005      | 4ACX13    | 6.73                      |
| 61                               | 11             | "Peter's Got Woods"                                                              | Chuck Klein & Zac Moncrief | Danny Smith                                 | 11 september 2005 | 4ACX14    | 9.22                      |
| 62                               | 12             | "Perfect Castaway"                                                               | James Purdum               | John Viener                                 | 18 september 2005 | 4ACX15    | 8.68                      |
| 63                               | 13             | "Jungle Love"                                                                    | Seth Kearsley              | Mark Hentemann                              | 25 september 2005 | 4ACX16    | 8.56                      |
| 64                               | 14             | "PTV"                                                                            | Dan Povenmire              | Alec Sulkin & Wellesley Wild                | 6 november 2005   | 4ACX17    | 7.98                      |
| 65                               | 15             | "Brian Goes Back to College"                                                     | Greg Colton                | Matt Fleckenstein                           | 13 november 2005  | 4ACX18    | 9.2                       |
| 66                               | 16             | "The Courtship of Stewie's Father"                                               | Kurt Dumas                 | Kirker Butler                               | 20 november 2005  | 4ACX19    | 9.08                      |
| 67                               | 17             | "The Fat Guy Strangler"                                                          | Sarah Frost                | Chris Sheridan                              | 27 november 2005  | 4ACX20    | 9.85                      |
| 68                               | 18             | "The Father, The Son, And The Holy Fonz"                                         | James Purdum               | Danny Smith                                 | 18 december 2005  | 4ACX22    | 8.26                      |
| 69                               | 19             | "Brian Sings and Swings"                                                         | Chuck Klein & Zac Moncrief | Michael Rowe                                | 8 januari 2006    | 4ACX21    | N/A                       |
| 70                               | 20             | "Patriot Games"                                                                  | Cyndi Tang                 | Mike Henry                                  | 29 januari 2006   | 4ACX25    | 9.08                      |
| 71                               | 21             | "I Take Thee, Quagmire"                                                          | Seth Kearsley              | Tom Maxwell & Don Woodard & Steve Callaghan | 12 mars 2006      | 4ACX23    | 8.06                      |
| 72                               | 22             | "Sibling Rivalry"                                                                | Dan Povenmire              | Cherry Chevapravatdumrong                   | 26 mars 2006      | 4ACX24    | 7.95                      |
| 73                               | 23             | "Deep Throats"                                                                   | Greg Colton                | Alex Borstein                               | 9 april 2006      | 4ACX26    | 7.88                      |
| 74                               | 24             | "Peterotica"                                                                     | Kurt Dumas                 | Patrick Meighan                             | 23 april 2006     | 4ACX27    | 7.82                      |
| 75                               | 25             | "You May Now Kiss the... Uh... Guy Who Receives"                                 | Dominic Polcino            | David A. Goodman                            | 30 april 2006     | 4ACX28    | 7.82                      |
| 76                               | 26             | "Petergeist"                                                                     | Sarah Frost                | Alec Sulkin & Wellesley Wild                | 7 maj 2006        | 4ACX29    | 7.85                      |
| 77                               | 27             | "Untitled Griffin Family History"                                                | Zac Moncrief               | John Viener                                 | 14 maj 2006       | 4ACX30    | 7.87                      |
| Stewie Griffin: The Untold Story |                |                                                                                  |                            |                                             |                   |           |                           |
| 78                               | 28             | "Stewie Griffin, The Untold Story: Stewie B. Goode (del 1)"                      | Pete Michels               | Gary Janetti & Chris Sheridan               | 21 maj 2006       | 4ACX05    | 7.88                      |
| 79                               | 29             | "Stewie Griffin, The Untold Story: Bango Was His Name, Oh! (del 2)"              | Pete Michels               | Alex Borstein                               | 21 maj 2006       | 4ACX06    | 7.88                      |
| 80                               | 30             | "Stewie Griffin, The Untold Story: Stu and Stewie's Excellent Adventure (del 3)" | Pete Michels               | Steve Callaghan                             | 21 maj 2006       | 4ACX07    | 7.88                      |

### Säsong 5: 2006-2007
| Avsnitt totalt | Avsnitt säsong | Titel                                         | Regisserad av                   | Skriven av                   | Sändningsdatum    | Prod. Kod | Antal milj. tittare (USA) |
| -------------- | -------------- | --------------------------------------------- | ------------------------------- | ---------------------------- | ----------------- | --------- | ------------------------- |
| 81             | 1              | "Stewie Loves Lois"                           | Mike Kim                        | Mark Hentemann               | 10 september 2006 | 4ACX32    |                           |
| 82             | 2              | "Mother Tucker"                               | James Purdum                    | Tom Devanney                 | 17 september 2006 | 4ACX31    |                           |
| 83             | 3              | "Hell Comes to Quahog"                        | Dan Povenmire                   | Kirker Butler                | 24 september 2006 | 4ACX33    |                           |
| 84             | 4              | "Saving Private Brian"                        | Cyndi Tang                      | Cherry Chevapravatdumrong    | 5 november 2006   | 4ACX34    |                           |
| 85             | 5              | "Whistle While Your Wife Works"               | Greg Colton                     | Steve Callaghan              | 12 november 2006  | 4ACX35    |                           |
| 86             | 6              | "Prick Up Your Ears"                          | James Purdum                    | Cherry Chevapravatdumrong    | 19 november 2006  | 5ACX01    |                           |
| 87             | 7              | "Chick Cancer"                                | Pete Michels                    | Alec Sulkin & Wellesley Wild | 26 november 2006  | 5ACX02    |                           |
| 88             | 8              | "Barely Legal"                                | Zac Moncrief                    | Kirker Butler                | 17 december 2006  | 5ACX03    |                           |
| 89             | 9              | "Road to Rupert"                              | Dan Povenmire                   | Patrick Meighan              | 28 januari 2007   | 5ACX04    |                           |
| 90             | 10             | "Peter's Two Dads "                           | Cyndi Tang                      | Danny Smith                  | 11 februari 2007  | 5ACX05    |                           |
| 91             | 11             | "The Tan Aquatic with Steve Zissou"           | Julius Wu                       | Mark Hentemann               | 18 februari 2007  | 5ACX06    |                           |
| 92             | 12             | "Airport '07"                                 | John Holmquist                  | Tom Devanney                 | 4 mars 2007       | 5ACX08    |                           |
| 93             | 13             | "Bill and Peter's Bogus Journey""             | Dominic Polcino                 | Steve Callaghan              | 11 mars 2007      | 5ACX07    |                           |
| 94             | 14             | "No Meals on Wheels"                          | Greg Colton                     | Mike Henry                   | 25 mars 2007      | 5ACX09    |                           |
| 95             | 15             | "Boys Do Cry"                                 | Brian Iles                      | Cherry Chevapravatdumrong    | 29 april 2007     | 5ACX10    |                           |
| 96             | 16             | "No Chris Left Behind"                        | Pete Michels                    | Patrick Meighan              | 6 maj 2007        | 5ACX11    |                           |
| 97             | 17             | "It Takes a Village Idiot, and I Married One" | Zac Moncrief                    | Alex Borstein                | 13 maj 2007       | 5ACX12    |                           |
| 98             | 18             | "Meet the Quagmires"                          | Dan Povenmire & Chris Robertson | Mark Hentemann               | 20 maj 2007       | 5ACX13    |                           |

### Säsong 6: 2007-2008
| Avsnitt totalt | Avsnitt säsong | Titel                                     | Regisserad av   | Skriven av       | Sändningsdatum    | Prod. Kod     | Antal milj. tittare (USA) |
| -------------- | -------------- | ----------------------------------------- | --------------- | ---------------- | ----------------- | ------------- | ------------------------- |
| 99             | 1              | "Blue Harvest"                            | Dominic Polcino | Alec Sulkin      | 23 september 2007 | 5ACX16/5ACX22 | 10.86                     |
| 100            | 2              | "Movin' Out (Brian's Song)"               | Cyndi Tang      | John Viener      | 30 september 2007 | 5ACX14        | 7.95                      |
| 101            | 3              | "Believe It or Not, Joe's Walking on Air" | Julius Wu       | Andrew Goldberg  | 7 oktober 2007    | 5ACX15        | 8.39                      |
| 102            | 4              | "Stewie Kills Lois"                       | John Holmquist  | David A. Goodman | 4 november 2007   | 5ACX17        | 10.50                     |
| 103            | 5              | "Lois Kills Stewie"                       | Greg Colton     | Steve Callaghan  | 11 november 2007  | 5ACX18        | 10.42                     |
| 104            | 6              | "Padre de Familia"                        | Pete Michels    | Kirker Butler    | 18 november 2007  | 5ACX20        | 10.53                     |
| 105            | 7              | "Peter's Daughter"                        | Zac Moncrief    | Chris Sheridan   | 25 november 2007  | 5ACX21        | 9.60                      |
| 106            | 8              | "McStroke"                                | Brian Iles      | Wellesley Wild   | 13 januari 2008   | 5ACX19        | 11.50                     |
| 107            | 9              | "Back to the Woods"                       | Brian Iles      | Tom Devanney     | 17 februari 2008  | 6ACX02        | 7.23                      |
| 108            | 10             | "Play It Again, Brian"                    | John Holmquist  | Danny Smith      | 2 mars 2008       | 6ACX01        | 7.80                      |
| 109            | 11             | "The Former Life of Brian"                | Pete Michels    | Steve Callaghan  | 27 april 2008     | 6ACX04        | 8.49                      |
| 110            | 12             | "Long John Peter"                         | Dominic Polcino | Wellesley Wild   | 4 maj 2008        | 6ACX06        | 7.68                      |

### Säsong 7: 2008-2009
| Avsnitt totalt | Avsnitt säsong | Titel                            | Regisserad av   | Skriven av                | Sändningsdatum    | Prod. Kod | Antal milj. tittare (USA) |
| -------------- | -------------- | -------------------------------- | --------------- | ------------------------- | ----------------- | --------- | ------------------------- |
| 111            | 1              | "Love, Blactually"               | Cyndi Tang      | Mike Henry                | 28 september 2008 | 6ACX03    | 9.20                      |
| 112            | 2              | "I Dream of Jesus"               | Mike Kim        | Brian Scully              | 5 oktober 2008    | 6ACX05    | 8.42                      |
| 113            | 3              | "Road to Germany"                | Greg Colton     | Patrick Meighan           | 19 oktober 2008   | 6ACX08    | 9.07                      |
| 114            | 4              | "Baby Not on Board"              | Julius Wu       | Mark Hentemann            | 2 november 2008   | 6ACX07    | 9.97                      |
| 115            | 5              | "The Man with Two Brians"        | Dominic Bianchi | John Viener               | 9 november 2008   | 6ACX09    | 8.60                      |
| 116            | 6              | "Tales of a Third Grade Nothing" | Jerry Langford  | Alex Carter               | 16 november 2008  | 6ACX10    | 8.52                      |
| 117            | 7              | "Ocean's Three and a Half"       | John Holmquist  | Cherry Chevapravatdumrong | 15 februari 2009  | 6ACX11    | 7.33                      |
| 118            | 8              | "Family Gay"                     | Brian Iles      | Richard Appel             | 8 mars 2009       | 6ACX12    | 7.18                      |
| 119            | 9              | "The Juice Is Loose"             | Cyndi Tang      | Andrew Goldberg           | 15 mars 2009      | 6ACX13    | 7.21                      |
| 120            | 10             | "Fox-y Lady"                     | Pete Michels    | Matt Fleckenstein         | 22 mars 2009      | 6ACX14    | 7.45                      |
| 121            | 11             | "Not All Dogs Go to Heaven"      | Greg Colton     | Danny Smith               | 29 mars 2009      | 6ACX17    | 8.20                      |
| 122            | 12             | "420"                            | Julius Wu       | Patrick Meighan           | 19 april 2009     | 6ACX16    | 7.40                      |
| 123            | 13             | "Stew-Roids"                     | Jerry Langford  | Alec Sulkin               | 26 april 2009     | 6ACX18    | 6.80                      |
| 124            | 14             | "We Love You, Conrad"            | John Holmquist  | Cherry Chevapravatdumrong | 3 maj 2009        | 6ACX19    | 6.67                      |
| 125            | 15             | "Three Kings"                    | Dominic Bianchi | Alec Sulkin               | 10 maj 2009       | 6ACX15    | 6.47                      |
| 126            | 16             | "Peter's Progress"               | Brian Iles      | Wellesley Wild            | 17 maj 2009       | 6ACX20    | 7.33                      |

### Säsong 8: 2009-2010
| Avsnitt totalt | Avsnitt säsong | Titel                                        | Regisserad av   | Skriven av                    | Sändningsdatum    | Prod. Kod     | Antal milj. tittare (USA) |
| -------------- | -------------- | -------------------------------------------- | --------------- | ----------------------------- | ----------------- | ------------- | ------------------------- |
| 127            | 1              | "Road to the Multiverse"                     | Greg Colton     | Wellesley Wild                | 27 september 2009 | 7ACX06        | 10.17                     |
| 128            | 2              | "Family Goy"                                 | James Purdum    | Mark Hentemann                | 4 oktober 2009    | 7ACX01        | 9.66                      |
| 129            | 3              | "Spies Reminiscent of Us"                    | Cyndi Tang      | Alec Sulkin                   | 11 oktober 2009   | 7ACX03        | 8.88                      |
| 130            | 4              | "Brian's Got a Brand New Bag"                | Pete Michels    | Tom Devanney                  | 8 november 2009   | 7ACX02        | 7.38                      |
| 131            | 5              | "Hannah Banana"                              | John Holmquist  | Cherry Chevapravatdumrong     | 8 november 2009   | 7ACX05        | 7.73                      |
| 132            | 6              | "Quagsmire's baby"                           | Jerry Langford  | Patrick Meighan               | 15 november 2009  | 7ACX04        | 8.28                      |
| 133            | 7              | "Jerome is the New Black"                    | Brian Iles      | John Viener                   | 22 november 2009  | 7ACX08        | 7.38                      |
| 134            | 8              | "Dog gone"                                   | Julius Wu       | Steve Callaghan               | 29 november 2009  | 7ACX07        | 8.48                      |
| 135            | 9              | "Business Guy"                               | Pete Michels    | Andrew Goldberg & Alex Carter | 13 december 2009  | 7ACX11        | 7.67                      |
| 136            | 10             | "Big Man on Hippocampus"                     | Dominic Bianchi | Brian Scully                  | 3 januari 2010    | 7ACX09        | 8.10                      |
| 137            | 11             | "Dial Meg For Murder"                        | Cyndi Tang      | Andrew Goldberg & Alex Carter | 31 januari 2010   | 7ACX12        | 6.21                      |
| 138            | 12             | "Extra Large Medium"                         | John Holmquist  | Steve Callaghan               | 14 februari 2010  | 7ACX14        | 6.42                      |
| 139            | 13             | "Go, Stewie, Go!"                            | Greg Colton     | GAry Janetti                  | 14 mars 2010      | 7ACX15        | 6.72                      |
| 140            | 14             | "Peter-assment"                              | Julius Wu       | Chris Sheridan                | 21 mars 2010      | 7ACX16        | 6.65                      |
| 141            | 15             | "Brian Griffin's House of Payne"             | Jerry Langford  | Spencer Porter                | 28 mars 2010      | 7ACX13        | 7.27                      |
| 142            | 16             | "April in Quahog"                            | Joseph Lee      | John Viener                   | 11 april 2010     | 7ACX18        | 6.93                      |
| 143            | 17             | "Brian & Stewie"                             | Dominic Bianchi | Gary Janetti                  | 2 maj 2010        | 7ACX20        | 7.68                      |
| 144            | 18             | "Quagmire's Dad"                             | Pete Michels    | Tom Devanney                  | 9 maj 2010        | 7ACX19        | 7.22                      |
| 145            | 19             | "The Splendid Source"                        | Brian Iles      | Mark Hentemann                | 16 maj 2010       | 7ACX17        | 7.59                      |
| 146            | 20             | "Something, Something, Something, Dark Side" | Dominic Polcino | Kirker Butler                 | 23 maj 2010       | 6ACX21/6ACX22 | 6.13                      |
| 147            | 21             | "Partial Terms of Endearment"                | Joseph Lee      | Danny Smith                   | 20 juni 2010      | 7ACX10        | N/A                       |

### Säsong 9: 2010-2011
| Avsnitt totalt | Avsnitt säsong | Titel                                | Regisserad av   | Skriven av                                   | Sändningsdatum    | Prod. Kod     | Antal milj. tittare (USA) |
| -------------- | -------------- | ------------------------------------ | --------------- | -------------------------------------------- | ----------------- | ------------- | ------------------------- |
| 148            | 1              | "And Then There Were Fewer"          | Dominic Polcino | Cherry Chevapravatdumrong                    | 26 september 2010 | 8ACX01/8ACX02 | 9.41                      |
| 149            | 2              | "Excellence in Broadcasting"         | John Holmquist  | Patrick Meighan                              | 3 oktober 2010    | 8ACX03        | 7.94                      |
| 150            | 3              | "Welcome Back, Carter"               | Cyndi Tang      | Wellesley Wild                               | 10 oktober 2010   | 8ACX04        | 7.02                      |
| 151            | 4              | "Halloween on Spooner Street"        | Jerry Langford  | Andrew Goldberg                              | 7 november 2010   | 8ACX06        | 7.97                      |
| 152            | 5              | "Baby, You Knock Me Out"             | Julius Wu       | Alex Carter                                  | 14 november 2010  | 8ACX05        | 7.00                      |
| 153            | 6              | "Brian Writes a Bestseller"          | Joseph Lee      | Gary Janetti                                 | 21 november 2010  | 8ACX07        | 6.59                      |
| 154            | 7              | "Road to the North Pole"             | Greg Colton     | Danny Smith                                  | 12 december 2010  | 8ACX08/8ACX09 | 8.03                      |
| 155            | 8              | "New Kidney in Town"                 | Pete Michels    | Matt Harrigan & Dave Willis                  | 9 januari 2011    | 8ACX10        | 9.29                      |
| 156            | 9              | "And I'm Joyce Kinney"               | Dominic Bianchi | Alec Sulkin                                  | 16 januari 2011   | 8ACX12        | 7.08                      |
| 157            | 10             | "Friends of Peter G."                | John Holmquist  | Brian Scully                                 | 13 februari 2011  | 8ACX13        | 5.99                      |
| 158            | 11             | "German Guy"                         | Cyndi Tang      | Patrick Meighan                              | 20 februari 2011  | 8ACX14        | 6.56                      |
| 159            | 12             | "The Hand That Rocks the Wheelchair" | Brian Iles      | Tom Devanney                                 | 6 mars 2011       | 8ACX11        | 6.32                      |
| 160            | 13             | "Trading Places"                     | Joseph Lee      | Steve Callaghan                              | 20 mars 2011      | 8ACX17        | 6.55                      |
| 161            | 14             | "Tiegs for Two"                      | Jerry Langford  | John Viener                                  | 10 april 2011     | 8ACX16        | 6.61                      |
| 162            | 15             | "Brothers & Sisters"                 | Julius Wu       | Alex Carter                                  | 17 april 2011     | 8ACX15        | 6.04                      |
| 163            | 16             | "The Big Bang Theory"                | Dominic Polcino | David A. Goodman                             | 8 maj 2011        | 8ACX18        | 6.52                      |
| 164            | 17             | "Foreign Affairs"                    | Pete Michels    | Anthony Blasucci & Mike Desilets             | 15 maj 2011       | 8ACX19        | 6.55                      |
| 165            | 18             | "It's a Trap!"                       | Peter Shin      | Cherry Chevapravatdumrong & David A. Goodman | 22 maj 2011       | 7ACX21/7ACX22 | 5.83                      |

### Säsong 10: 2011-2012
| Avsnitt totalt | Avsnitt säsong | Titel                                       | Regisserad av   | Skriven av                                | Sändningsdatum    | Prod. Kod | Antal milj. tittare (USA) |
| -------------- | -------------- | ------------------------------------------- | --------------- | ----------------------------------------- | ----------------- | --------- | ------------------------- |
| 166            | 1              | "Lottery Fever"                             | Greg Colton     | Andrew Goldberg                           | 25 september 2011 | 9ACX01    | 7.69                      |
| 167            | 2              | "Seahorse Seashell Party"                   | Brian Iles      | Wellesley Wild                            | 2 oktober 2011    | 8ACX20    | 6.99                      |
| 168            | 3              | "Screams of Silence: The Story of Brenda Q" | Dominic Bianchi | Alec Sulkin                               | 30 oktober 2011   | 8ACX21    | 5.96                      |
| 169            | 4              | "Stewie Goes for a Drive"                   | Julius Wu       | Gary Janetti                              | 6 november 2011   | 9ACX02    | 5.82                      |
| 170            | 5              | "Back to the Pilot"                         | Dominic Bianchi | Mark Hentemann                            | 13 november 2011  | 9ACX08    | 6.01                      |
| 171            | 6              | "Thanksgiving"                              | Jerry Langford  | Patrick Meighan                           | 20 november 2011  | 9ACX04    | 6.02                      |
| 172            | 7              | "Amish Guy"                                 | John Holmquist  | Mark Hentemann                            | 27 november 2011  | 8ACX22    | 5.50                      |
| 173            | 8              | "Cool Hand Peter"                           | Brian Iles      | Artie Johann & Shawn Ries                 | 4 december 2011   | 9ACX05    | 7.14                      |
| 174            | 9              | "Grumpy Old Man"                            | John Holmquist  | Dave Ihlenfeld & David Wright             | 11 december 2011  | 9ACX07    | 6.10                      |
| 175            | 10             | "Meg and Quagmire"                          | Joseph Lee      | Tom Devanney                              | 8 januari 2012    | 9ACX03    | 6.23                      |
| 176            | 11             | "The Blind Side"                            | Bob Bowen       | Cherry Chevapravatdumrong                 | 15 januari 2012   | 9ACX06    | 8.31                      |
| 177            | 12             | "Livin' on a Prayer"                        | Pete Michels    | Danny Smith                               | 29 januari 2012   | 9ACX09    | 5.92                      |
| 178            | 13             | "Tom Tucker: The Man and His Dream"         | Greg Colton     | Alex Carter                               | 12 februari 2012  | 9ACX10    | 5.03                      |
| 179            | 14             | "Be Careful What You Fish For"              | Julius Wu       | Steve Callaghan                           | 19 februari 2012  | 9ACX11    | 5.39                      |
| 180            | 15             | "Burning Down the Bayit"                    | Jerry Langford  | Chris Sheridan                            | 4 mars 2012       | 9ACX13    | 5.33                      |
| 181            | 16             | "Killer Queen"                              | Joseph Lee      | Spencer Porter                            | 11 mars 2012      | 9ACX12    | 5.74                      |
| 182            | 17             | "Forget-Me-Not"                             | Brian Iles      | David A. Goodman                          | 18 mars 2012      | 9ACX14    | 5.61                      |
| 183            | 18             | "You Can't Do That on Television, Peter"    | Bob Bowen       | Julius Sharpe                             | 1 april 2012      | 9ACX15    | 5.05                      |
| 184            | 19             | "Mr. and Mrs. Stewie"                       | Joe Vaux        | Gary Janetti                              | 29 april 2012     | 9ACX17    | 5.63                      |
| 185            | 20             | "Leggo My Meg-O"                            | John Holmquist  | Brian Scully                              | 6 maj 2012        | 9ACX16    | 5.64                      |
| 186            | 21             | "Tea Peter"                                 | Pete Michels    | Patrick Meighan                           | 13 maj 2012       | 9ACX18    | 4.94                      |
| 187            | 22             | "Family Guy Viewer Mail #2"                 | Greg Colton     | Tom Devanney & Alec Sulkin & Deepak Sethi | 20 maj 2012       | 9ACX19    | 5.35                      |
| 188            | 23             | "Internal Affairs"                          | Julius Wu       | Wellesley Wild                            | 20 maj 2012       | 9ACX20    | 5.35                      |

### Säsong 11: 2012-2013
| Avsnitt totalt | Avsnitt säsong | Titel                         | Regisserad av  | Skriven av                       | Sändningsdatum    | Prod. Kod | Antal milj. tittare (USA) |
| -------------- | -------------- | ----------------------------- | -------------- | -------------------------------- | ----------------- | --------- | ------------------------- |
| 189            | 1              | "Into Fat Air"                | Joseph Lee     | Alec Sulkin                      | 30 september 2012 | 9ACX21    | 6.55                      |
| 190            | 2              | "Ratings Guy"                 | James Purdum   | Dave Ihlenfeld & David Wright    | 7 oktober 2012    | AACX01    | 6.70                      |
| 191            | 3              | "The Old Man and the Big 'C'" | Brian Iles     | Mike Desilets & Anthony Blasucci | 4 november 2012   | 9ACX22    | 5.11                      |
| 192            | 4              | "Yug Ylimaf"                  | John Holmquist | Mark Hentemann                   | 11 november 2012  | AACX04    | 5.57                      |
| 193            | 5              | "Joe's Revenge"               | Bob Bowen      | Julius Sharpe                    | 18 november 2012  | AACX03    | 5.14                      |
| 194            | 6              | "Lois Comes Out of Her Shell" | Joe Vaux       | Danny Smith                      | 25 november 2012  | AACX05    | 5.77                      |
| 195            | 7              | "Friends Without Benefits"    | Jerry Langford | Cherry Chevapravatdumrong        | 9 december 2012   | AACX02    | 5.64                      |
| 196            | 8              | "Jesus, Mary and Joseph!"     | Julius Wu      | Tom Devanney                     | 23 december 2012  | AACX07    | TBA                       |
| 197            | 9              | "Space Cadet"                 | Pete Michels   | Alex Carter                      | 6 januari 2013    | AACX06    | TBA                       |
| 198            | 10             | "Brian's Play"                | Joseph Lee     | Gary Janett                      | 13 januari 2013   | AACX08    | TBA                       |
| 199            | 11             | "The Giggity Wife"            | Brian Iles     | Andrew Goldberg                  | 27 januari 2013   | AACX09    | TBA                       |
| 200            | 12             | "Valentine's Day in Quahog"   | Bob Bowen      | Daniel Palladino                 | 10 februari 2013  | AACX11    | TBA                       |
| 201            | 13             | "Chris Cross"                 | Jerry Langford | Anthony Blasucci & Mike Desilets | 17 februari 2013  | AACX10    | TBA                       |
| 202            | 14             | "Call Girl"                   | John Holmquist | Wellesley Wild                   | 10 mars 2013      | AACX12    | TBA                       |
| 203            | 15             | "Turban Cowboy"               | Joe Vaux       | <Artie Johann & Shawn Ries       | 17 mars 2013      | AACX13    | TBA                       |
| 204            | 16             | "Twelve and a Half Angry Men" | Pete Michels   | Ted Jessup                       | 24 mars 2013      | AACX14    | TBA                       |
| 205            | 17             | "Bigfat"                      | Julius Wu      | Brian Scully                     | 14 april 2013     | AACX15    | TBA                       |
| 206            | 18             | "Total Recall"                | Joseph Lee     | Kristin Long                     | 28 april 2013     | AACX16    | TBA                       |
| 207            | 19             | "Save The Clam"               | Brian Iles     | Chris Sheridan                   | 5 maj 2013        | AACX18    | TBA                       |
| 208            | 20             | "Farmer Guy"                  | Mike Kim       | Patrick Meighan                  | 12 maj 2013       | AACX19    | TBA                       |
| 209            | 21             | "Roads to Vegas"              | Greg Colton    | Steve Callaghan                  | 19 maj 2013       | AACX20    | TBA                       |
| 210            | 22             | "No Country Club for Old Men" | Jerry Langford | Teresa Hsiao                     | 19 maj 2013       | AACX21    | TBA                       |

### Säsong 12: 2013-2014
| Avsnitt totalt | Avsnitt säsong | Titel                                   | Regisserad av   | Skriven av                      | Sändningsdatum    | Prod. Kod | Antal milj. tittare (USA) |
| -------------- | -------------- | --------------------------------------- | --------------- | ------------------------------- | ----------------- | --------- | ------------------------- |
| 211            | 1              | "Finders Keepers"                       | John Holmquist  | Mike Desilet & Anthony Blasucci | 29 september 2013 | BACX01    |                           |
| 212            | 2              | "Vestigial Peter"                       | Julius Wu       | Brian Scully                    | 6 oktober 2013    | BACX02    |                           |
| 213            | 3              | "Quagmire's Quagmire"                   | Pete Michels    | Cherry Chevapravatdumrong       | 3 november 2013   | BACX03    |                           |
| 214            | 4              | "A Fistful of Meg"                      | Joe Vaux        | Dominic Bianchi & Joe Vaux      | 10 november 2013  | AACX22    |                           |
| 215            | 5              | "Boopa-dee Bappa-dee"                   | Mike Kim        | Wellesley Wild                  | 17 november 2013  | BACX04    |                           |
| 216            | 6              | "Life of Brian"                         | Joseph Lee      | Alex Carter                     | 24 november 2013  | BACX05    |                           |
| 217            | 7              | "Into Harmony's Way"                    | Brian Iles      | Julius Sharpe                   | 8 december 2013   | BACX06    |                           |
| 218            | 8              | "Christmas Guy"                         | Greg Colton     | Patrick Meighan                 | 15 december 2013  | BACX07    |                           |
| 219            | 9              | "Peter Problems"                        | Bob Bowen       | Teresa Hsiao                    | 5 januari 2014    | BACX08    |                           |
| 220            | 10             | "Grimm Job"                             | Joe Vaux        | Alec Sulkin                     | 12 januari 2014   | BACX09    |                           |
| 221            | 11             | "Brian's a Bad Father"                  | Jerry Langford  | Chris Sheridan                  | 26 januari 2014   | BACX10    |                           |
| 222            | 12             | "Mom's the Word"                        | John Holmquist  | Ted Jessup                      | 9 mars 2014       | BACX11    |                           |
| 223            | 13             | "3 Acts of God"                         | Bob Bowen       | Alec Sulkin                     | 16 mars 2014      | AACX17    |                           |
| 224            | 14             | "Fresh Heir"                            | Mike Kim        | Steve Callaghan                 | 23 mars 2014      | BACX13    |                           |
| 225            | 15             | "Secondhand Spoke"                      | Julius Wu       | Dave Ihlenfeld & David Wright   | 30 mars 2014      | BACX12    |                           |
| 226            | 16             | "Herpe the Love Sore"                   | Greg Colton     | Andrew Goldberg                 | 6 april 2014      | BACX16    |                           |
| 227            | 17             | "The Most Interesting Man in the World" | Joseph Lee      | Tom Devanney                    | 13 april 2014     | BACX14    |                           |
| 228            | 18             | "Baby Got Black"                        | Brian Iles      | Kevin Biggins & Travis Bowe     | 27 april 2014     | BACX15    |                           |
| 229            | 19             | "Meg Stinks!"                           | Bob Bowen       | Danny Smith                     | 4 maj 2014        | BACX17    |                           |
| 230            | 20             | "He's Bla-ack!"                         | Steve Robertson | Julius Sharpe                   | 11 maj 2014       | BACX19    |                           |
| 231            | 21             | "Chap Stewie"                           | Joe Vaux        | Artie Johann & Shawn Ries       | 18 maj 2014       | BACX18    |                           |

### Säsong 13: 2014-2015
| Avsnitt totalt | Avsnitt säsong | Titel                                          | Regisserad av   | Skriven av                | Sändningsdatum    | Prod. Kod     | Antal milj. tittare (USA) |
| -------------- | -------------- | ---------------------------------------------- | --------------- | ------------------------- | ----------------- | ------------- | ------------------------- |
| 232            | 1              | "The Simpsons Guy"                             | Peter Shin      | Patrick Meighan           | 28 september 2014 | BACX22/BACX23 |                           |
| 233            | 2              | "The Book of Joe"                              | Mike Kim        | Mike Desilets             | 5 oktober 2014    | CACX01        |                           |
| 234            | 3              | "Baking Bad"                                   | Jerry Langford  | Mark Hentemann            | 19 oktober 2014   | BACX20        |                           |
| 235            | 4              | "Brian the Closer"                             | John Holmquist  | Steve Marmel              | 9 november 2014   | BACX21        |                           |
| 236            | 5              | "Turkey Guys"                                  | Julius Wu       | Cherry Chevapravatdumrong | 16 november 2014  | CACX02        |                           |
| 237            | 6              | "The 2000-Year-Old Virgin"                     | Joseph Lee      | Ted Jessup                | 7 december 2014   | CACX03        |                           |
| 238            | 7              | "Stewie, Chris, & Brian's Excellent Adventure" | Joe Vaux        | Alex Carter               | 4 januari 2015    | CACX04        |                           |
| 239            | 8              | "Our Idiot Brian"                              | John Holmquist  | Aaron Lee                 | 11 januari 2015   | CACX05        |                           |
| 240            | 9              | "This Little Piggy"                            | Brian Iles      | Kristin Long              | 25 januari 2015   | CACX06        |                           |
| 241            | 10             | "Quagmire's Mom"                               | Greg Colton     | Tom Devanney              | 8 februari 2015   | CACX07        |                           |
| 242            | 11             | "Encyclopedia Griffin"                         | Jerry Langford  | Lew Morton                | 15 februari 2015  | CACX08        |                           |
| 243            | 12             | "Stewie is Enceinte"                           | Steve Robertson | Gary Janetti              | 8 mars 2015       | CACX09        |                           |
| 244            | 13             | "Dr. C and the Women"                          | Mike Kim        | Travis Bowe               | 15 mars 2015      | CACX10        |                           |
| 245            | 14             | "#JOLO"                                        | Julius Wu       | Artie Johann & Shawn Ries | 12 april 2015     | CACX11        |                           |
| 246            | 15             | "Once Bitten"                                  | Joseph Lee      | Anthony Blasucci          | 19 april 2015     | CACX12        |                           |
| 247            | 16             | "Roasted Guy"                                  | Joe Vaux        | Andrew Goldberg           | 26 april 2015     | CACX13        |                           |
| 248            | 17             | "Fighting Irish"                               | Brian Iles      | Jaydi Samuels             | 3 maj 2015        | CACX15        |                           |
| 249            | 18             | "Take My Wife"                                 | John Holmquist  | Kevin Biggins             | 17 maj 2015       | CACX14        |                           |